# Commission Salvas
La Commission royale d'enquête sur la moralité dans les dépenses publiques, aussi connue comme la commission royale d'enquête sur l'administration de l'Union nationale ou la commission Salvas (du nom de son président), est une commission royale d'enquête instituée au Québec par le gouvernement de Jean Lesage, le 5 octobre 1960 afin de vérifier les allégations de corruption et de favoritisme sous le gouvernement de Maurice Duplessis, au pouvoir entre 1944 et 1960.
Porté au pouvoir par un message de changement et d'assainissement des mœurs politiques au Québec, le nouveau gouvernement libéral de Jean Lesage ne perd pas de temps. À peine au pouvoir depuis trois mois, le nouveau premier ministre forme le 5 octobre 1960 la Commission royale d'enquête sur l'administration de l'Union nationale. Présidée par le juge Élie Salvas, de la Cour supérieure du Québec, la commission reçoit le mandat de faire une enquête sur la corruption et le favoritisme qui avaient eu cours au gouvernement sous le régime duplessiste, y compris les agissements des proches de l'ancien premier ministre dans le scandale du gaz naturel. 
Immédiatement, Daniel Johnson s'insurge contre l'existence de cette commission, une tactique diffamatoire destinée à salir l'image de l'Union nationale, et soutient le chef de l'Opposition, qui accuse les libéraux de faire la même chose lorsqu'ils sont au pouvoir.
Après deux ans d'enquête, le juge remet un premier rapport le 1er août 1962, suivi d'un rapport final en janvier 1963. La commission y conclut que les pratiques d'achat du gouvernement Duplessis avaient servi à financer une caisse électorale occulte, utilisée par les organisateurs de l'Union nationale pour rémunérer les services rendus au parti dans les différentes régions du Québec.
Par ailleurs, la commission Salvas blâme sévèrement les ministres et fonctionnaires qui ont profité d'informations privilégiées pour mettre la main sur des actions de la Corporation du gaz naturel et recommande l'adoption d'une loi empêchant de tels abus.
Les rapports dévoilent le fait que des ministres et autres dirigeants de l'administration précédente ont fait des profits de 50 000$ grâce à leurs transactions sur le titre de la Corporation du gaz naturel du Québec. À ce sujet, elle conclut que ces opérations étaient contraires à « la morale et l'ordre public ». Les révélations de la commission conduiront à la mise en accusation de trois personnes dans l'affaire du gaz naturel, dont deux ex-ministres.
Cependant, aucune accusation n'est portée contre l'ancien premier ministre Antonio Barrette, malgré l'avis favorable des conseillers de Lesage. Barrette a démissionné de ses fonctions le 15 septembre 1960, moins de trois mois après sa défaite lors de l'élection générale de 1960. Moins de trois mois après le dépôt du rapport final de la commission, il accepte en avril 1963 une nomination au poste d'ambassadeur du Canada en Grèce, qui lui est offerte par le premier ministre conservateur John Diefenbaker. 